# Изложба „УЛУС” (1963)
Изложба „УЛУС” се одржала у периоду од 22. до 30. септембра 1963. године у Уметничком павиљону у Титограду.

## Уметнички савет
Радове за изложбу је одабрао Уметнички савет Удружења ликовних уметника Србије у следећем саставу:
- Сликарска секција
  - Милун Митровић
  - Бранко Станковић
  - Лазар Вујаклија
  - Зоран Петровић
  - Бранислав Протић
- Вајарска секција
  - Милан Верговић
  - Вида Јоцић
- Графичка секција
  - Божидар Џмерковић

## Излагачи

### Сликарство
1. Никола Бешевић
2. Јован Бијелић
3. Емил Боб
4. Славољуб Богојевић
5. Душко Вијатов
6. Никола Гвозденовић
7. Милица Динић
8. Заре Ђорђевић
9. Светислав Ђурић
10. Ксенија Илијевић
11. Ђорђе Илић
12. Александар Јеремић
13. Милош Јовановић
14. Богомил Карлаварис
15. Милан Кечић
16. Јарослав Кратина
17. Мајда Курник
18. Зоран Мандић
19. Бранислав Манојловић
20. Мома Марковић
21. Душан Миловановић
22. Живорад Милошевић
23. Витомир Митровић
24. Милун Митровић
25. Марклен Мосијенко
26. Миодраг Нагорни
27. Илија Пауновић
28. Слободан Пејовић
29. Градимир Петровић
30. Слободан Петровић
31. Татјана Поздњаков
32. Гордана Поповић
33. Божа Продановић
34. Бранислав Протић
35. Благота Радовић
36. Иван Радовић
37. Бошко Рисим Рисимовић
38. Феђа Соретић
39. Бранко Станковић
40. Мирко Стефановић
41. Иван Табаковић
42. Татјана Тарновска
43. Ђурђе Теодоровић
44. Невена Вујачић Теокаревић
45. Вањек Тивадар
46. Владислав Тодоровић
47. Александар Томашевић
48. Стојан Трумић
49. Драган Ћирковић
50. Славољуб Чворовић
51. Мила Џокић
52. Мирјана Шипош

### Вајарство
1. Борис Анастасијевић
2. Љубица Тапавички Берберски
3. Милан Бесарабић
4. Коста Богдановић
5. Милан Верговић
6. Војислав Вујисић
7. Милија Глишић
8. Милорад Дамњановић
9. Илија Коларовић
10. Антон Краљић
11. Мирјана Летица Кулунџић
12. Мира Сандић Марковић
13. Владета Петрић
14. Славка Средовић Петровић
15. Мирослав Протић
16. Каћа Ристивојев
17. Сава Сандић
18. Татјана Зарин Стефановић

### Графика
1. Лазар Вујаклија
2. Милан Мартиновић
3. Вукица Мијатовић
4. Халил Тиквеша
5. Милош Ћирић
6. Божидар Џмерковић